# Karabin FX-05 Xiuhcoatl
FX-05 Xiuhcoatl (Fusil Xiuhcoatl 05) – meksykański karabin szturmowy. Nazwa pochodzi od imienia węża, broni azteckiego boga wojny Huitzilopochtli.

## Historia

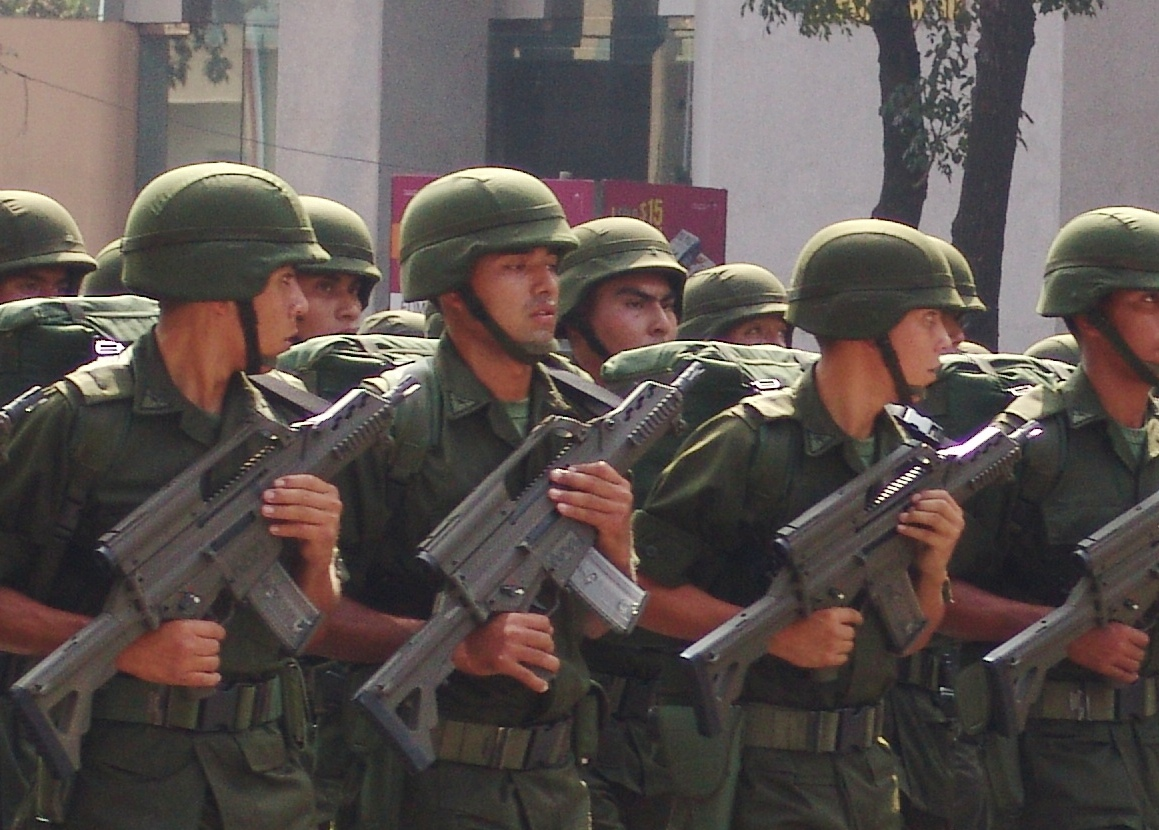
Żołnierze meksykańscy z FX-05 Xiuhcoatl

W 1979 roku Meksyk zakupił w Niemczech licencję na karabin G3 kalibru 7,62 mm NATO. W 2001 roku podjęto decyzję o rozpoczęciu prac nad jego następcą. Nowa broń miała mieć kaliber 5,56 mm NATO. Naturalnym następcą G3 byłby niemiecki G36, ale firma Heckler und Koch zażądała za prawa licencyjne do tej broni ponad 63 mln €, a zakup niezbędnych maszyn do jego produkcji pochłonąłby następne 17 mln €. Dlatego zdecydowano się na zakup praw do niektórych rozwiązań i technologii (łączny koszt 10,5 mln €) zastosowanych w G36 planując zastosowanie ich w broni zaprojektowanej w Meksyku.
Oficjalnie nową broń zaprezentowano publicznie 16 września 2006 roku. Meksykański karabin ma mechanizmy wewnętrzne zbliżone do G36, natomiast zmiany wprowadzono w wyglądzie zewnętrznym. Karabin ma nową, składaną na prawą stronę komory zamkowej, kolbę o regulowanej długości (sposób regulacji jest zbliżony do zastosowanego w kolbie amerykańskiego karabinka M4). W miejsce rękojeści przeładowania poruszającej się wzdłuż długiego wycięcia w grzbiecie komory zamkowej (zmniejszającego jej sztywność) zastosowano wycięcia po obu stronach komory zamkowej (rękojeść może być osadzona po dowolnej stronie broni). Grzbiet komory zamkowej FX-05 tworzy szyna montażowa na której montowane są mechaniczne przyrządy celownicze, lub chwyt transportowy z integralnym celownikiem optycznym. Dwie krótsze szyny umieszczone są po bokach łoża. Podobnie jak w przypadku G36 mechanizm spustowo-uderzeniowy umieszczony jest wewnątrz osobnego modułu odłączanego od broni, ale już gniazdo magazynka stanowi jedną część z komorą zamkową (w broni niemieckiej może być odłączone).
W 2016 roku pojawiły się informacje, że zostanie zamówione 120 000 karabinków dla meksykańskich wojsk lądowych i sił powietrznych.